# 당돌한 여자
《당돌한 여자》는 2010년 3월 4일부터 같은 해 7월 30일까지 방영되었던 SBS 아침연속극이었다.

## 기획 의도
며느리하고고 딸, 그 메꿀수 없는 간극에 대한 솔직한 보고서. 세상의 모든 며느리는 불쌍하고 세상의 모든 시누이는 얄밉다.
마치 먹이사슬처럼 물고 물리는 이 오묘한 여자들의 관계. 딸의 행복을 위해 며느리의 행복을 희생한 어머니, 그리고 그 가족 구성원들. 그들의 질곡 많은 사연에 함께 울고 웃으며, 여성의 삶에 대해,그리고 인간의 삶에 대해 고민하고자 한다.
친구로 시작해 시누이 올케가 되고 다시 고부간이 되는 두 여자의 끈질긴 인연 속에 부모 자식간, 부부간, 형제간, 그리고 사회의 구성원 속의 관계와 관계들을 조명하며 우리 자신의 솔직한 자화상을 들여다 보게 될 것이다.
관계의 역전 속에서 알아가는 역지사지(易地思之)의 진리. 한때 자신의 아들에게 턱없이 부족했고 다시는 만나고 싶지 않은 악연으로 헤어졌던 그 며느리가 어느날 금쪽같은 딸의 시모가 된다. 완벽하게 뒤집혀버린 관계에서 과거에 악행을 저질렀던 사람에게도, 선행을 베풀었던 사람에게도 그것들은 부메랑이 되어 현재의 자신에게 고스란히 돌아온다.
콩 심은데 콩 나고 팥 심은데 팥 나는 이 평범한 진리를 깨달아가며 우리가 스스로를 돌아본다면, 좀더 따스한 세상이 되지 않을까...
무거운 드라마는 가라! 아침 드라마의 당돌한 반란. 막장과 복수로 대변되는 아침 드라마에 생활의 때와 땀이 깃든 유쾌한 성공스토리가 시작된다.
상큼한 웃음 가운데 모자이크처럼 펼쳐지는 인생사의 희노애락과 잔잔한 감동을 선사하는, 저 머나먼 별나라의 이야기가 아닌 바로 우리 곁의 내 이야기라는 리얼 생존 드라마!
처음엔 나약하기만 했던 한 여자가 끝없이 닥치는 불행 앞에서 오히려 강해지고 꿋꿋해지며, 마침내 당당한 여자로 성장해가는 과정을 지켜보며 세상의 모든 사람들의 아침이 행복해 질 수 있기를...
고난 앞에 마주선 세상의 모든 당당하고 당돌한 여자들이여, 파이팅!

## 등장인물

### 주인공
- 이유리(지순영)
- 이창훈(한규진)
- 서지영(왕세빈)
- 이중문(한주명)

### 순영이네
- 강성민(왕세준)
- 김하균(왕만길)
- 김청(하은실)
- 이찬주(왕딸기)

### 규진이네
- 홍인영(한주란)
- 김수미(홍보옥)
- 김나영(노은경)

### 모란이네
- 손화령(황모란)
- 이종남(고민자)
- 정훈(백동수)

### 그 외 인물
- 황동주(오동재)
- 김지완(김상수)
- 김사희(나채영)
- 정세형(창섭)
- 김준형, 박건락
- 박용기(이 실장)
- 박규점

### 특별출연
- 김기만(라디오 목소리)
- 김정하(규진 어머니)
- 송민형(규진 아버지)

## 연장
- 당돌한 여자 방영 분량이 100부작에서 5회 연장되어 105부작으로 변경 및 확정되었다.

## 경쟁 프로그램
- 다 줄거야 (KBS 2TV)
- 엄마도 예쁘다 (KBS 2TV)
- 분홍립스틱 (MBC)